# Deeringia amaranthoides
Deeringia amaranthoides är en amarantväxtart som först beskrevs av Jean-Baptiste de Lamarck, och fick sitt nu gällande namn av Elmer Drew Merrill. Deeringia amaranthoides ingår i släktet Deeringia, och familjen amarantväxter. Inga underarter finns listade i Catalogue of Life.

## Bildgalleri

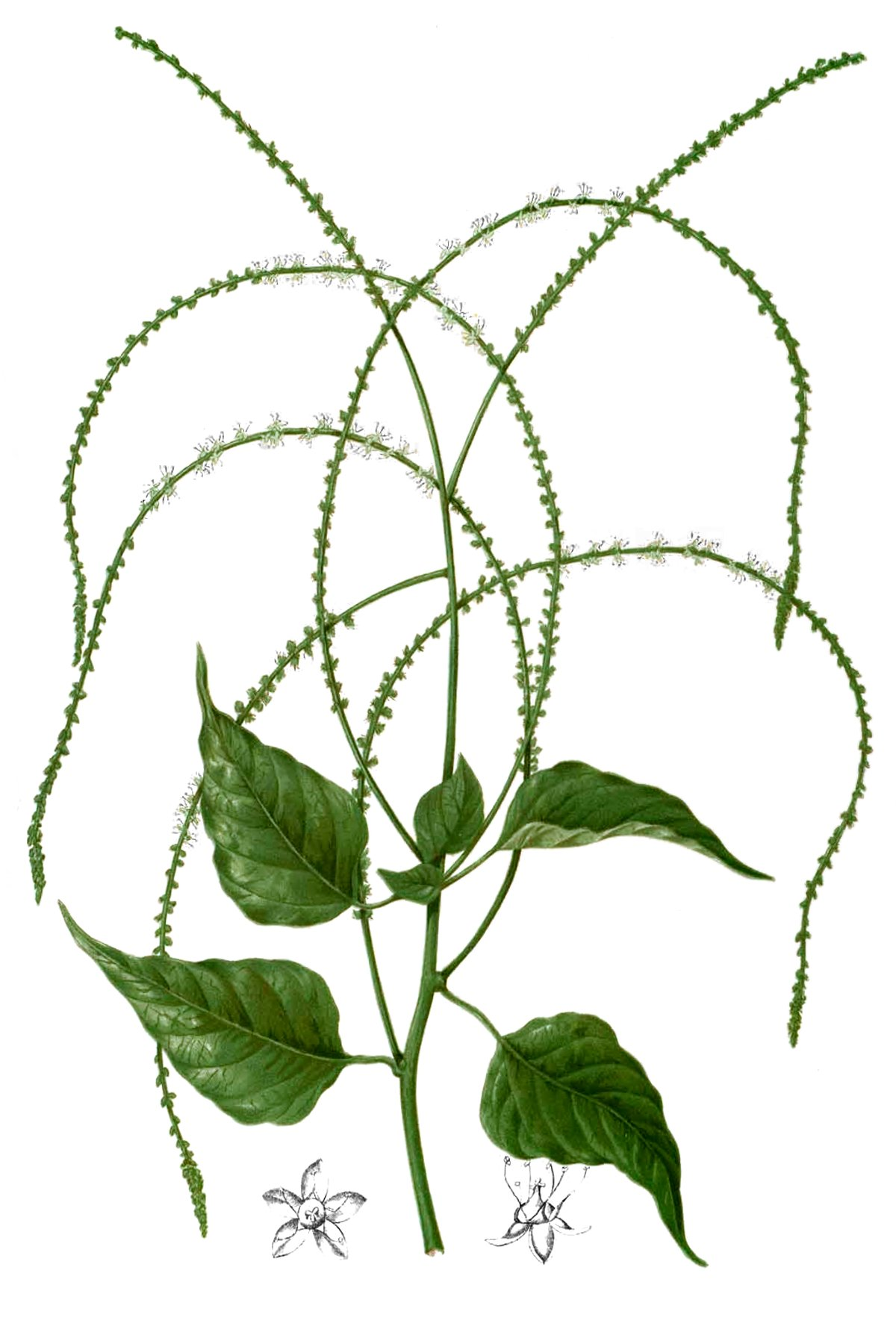
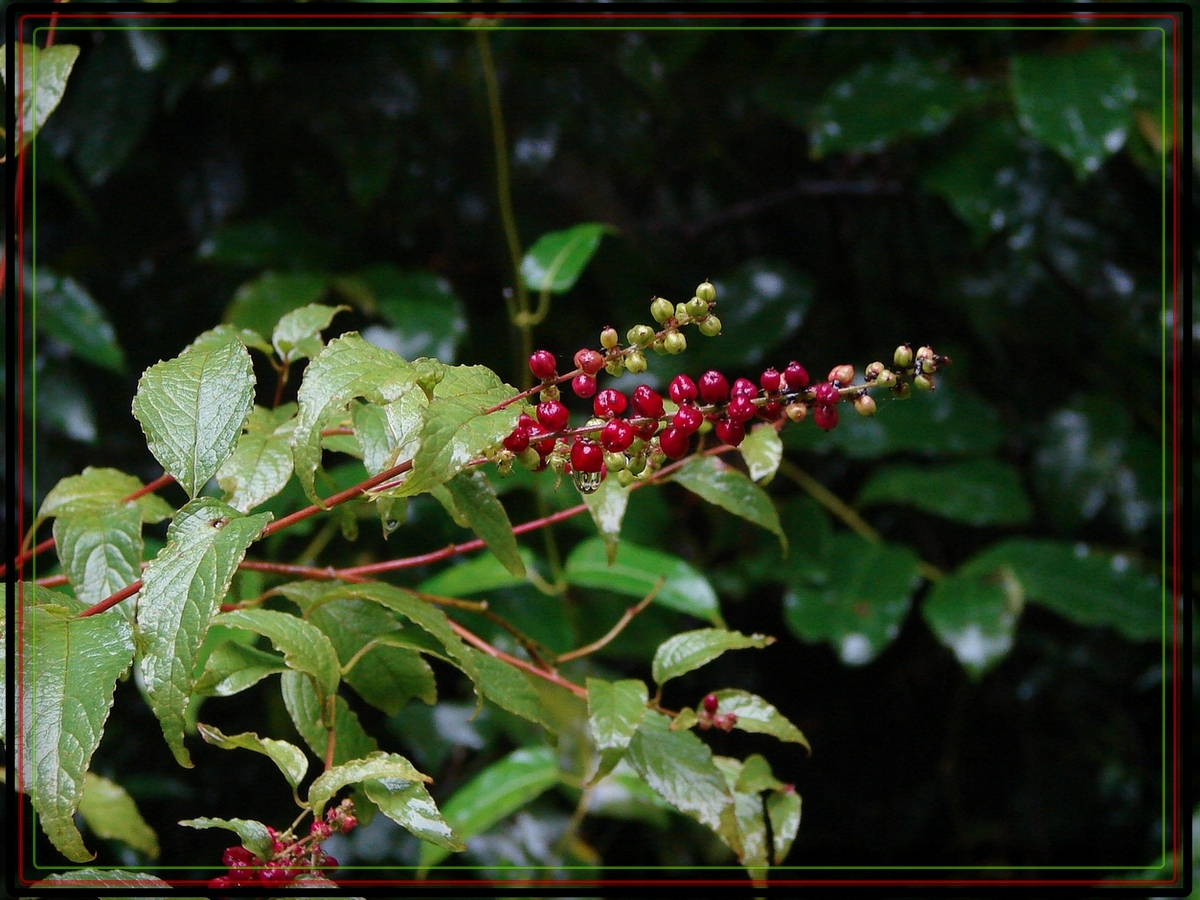
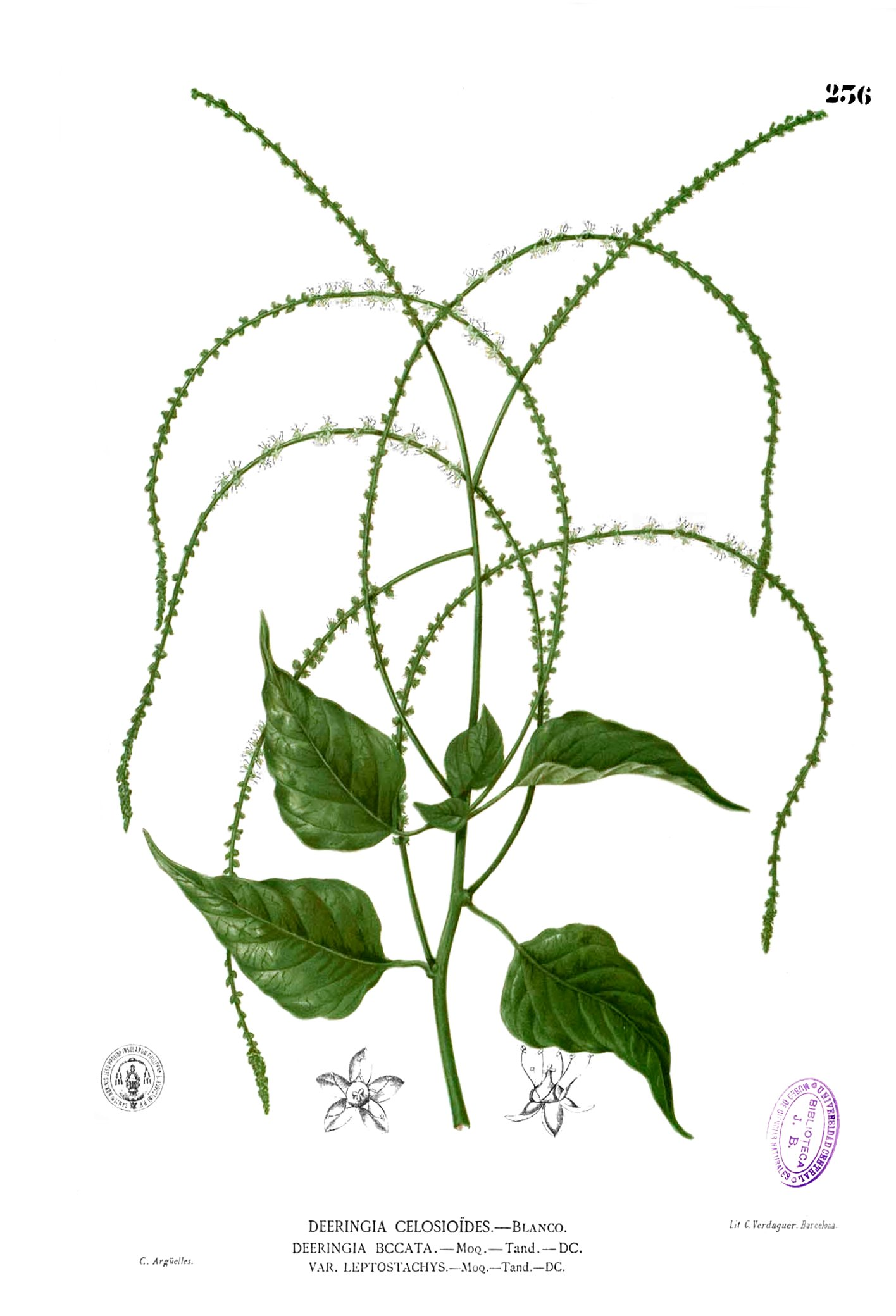
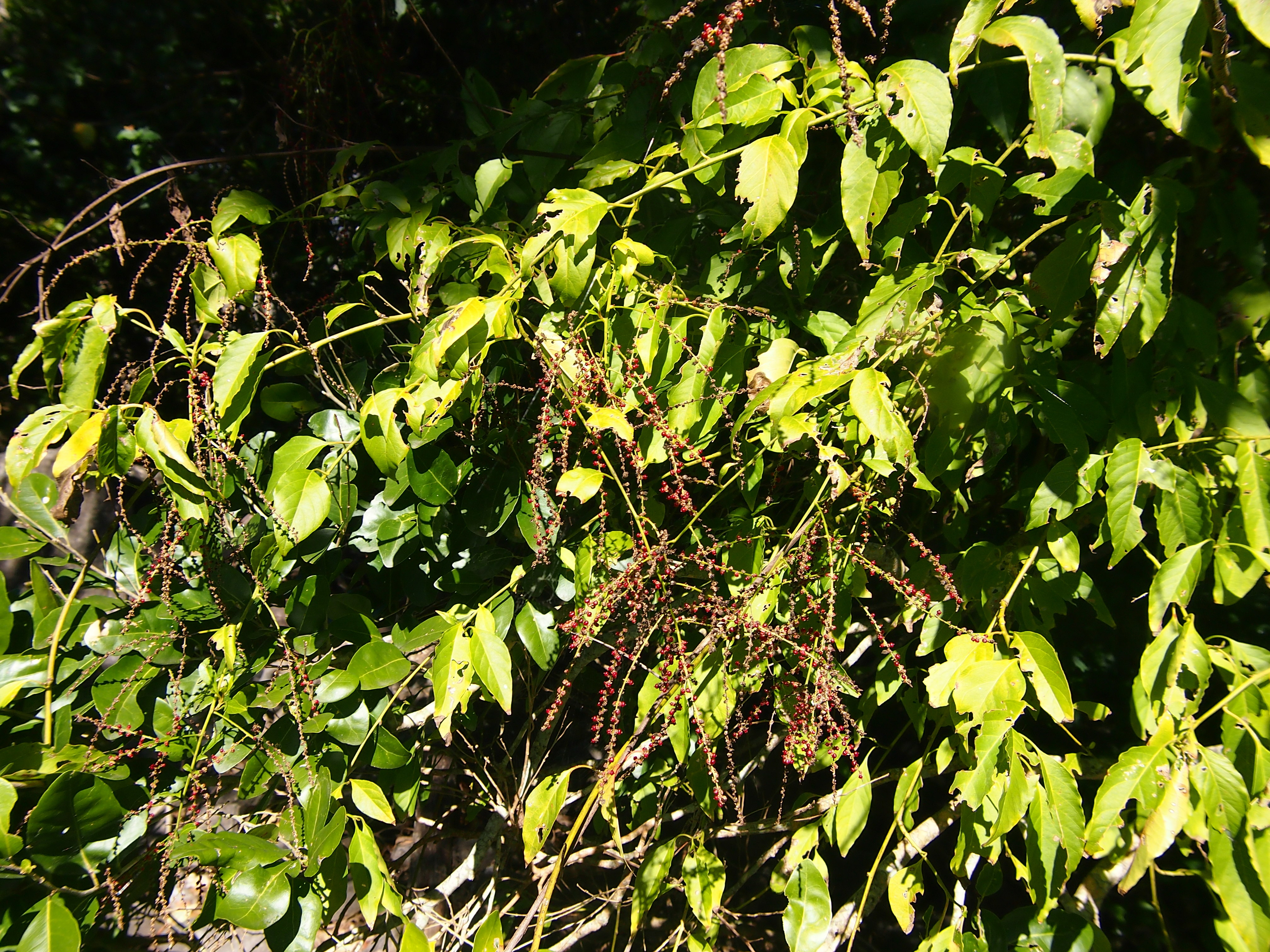
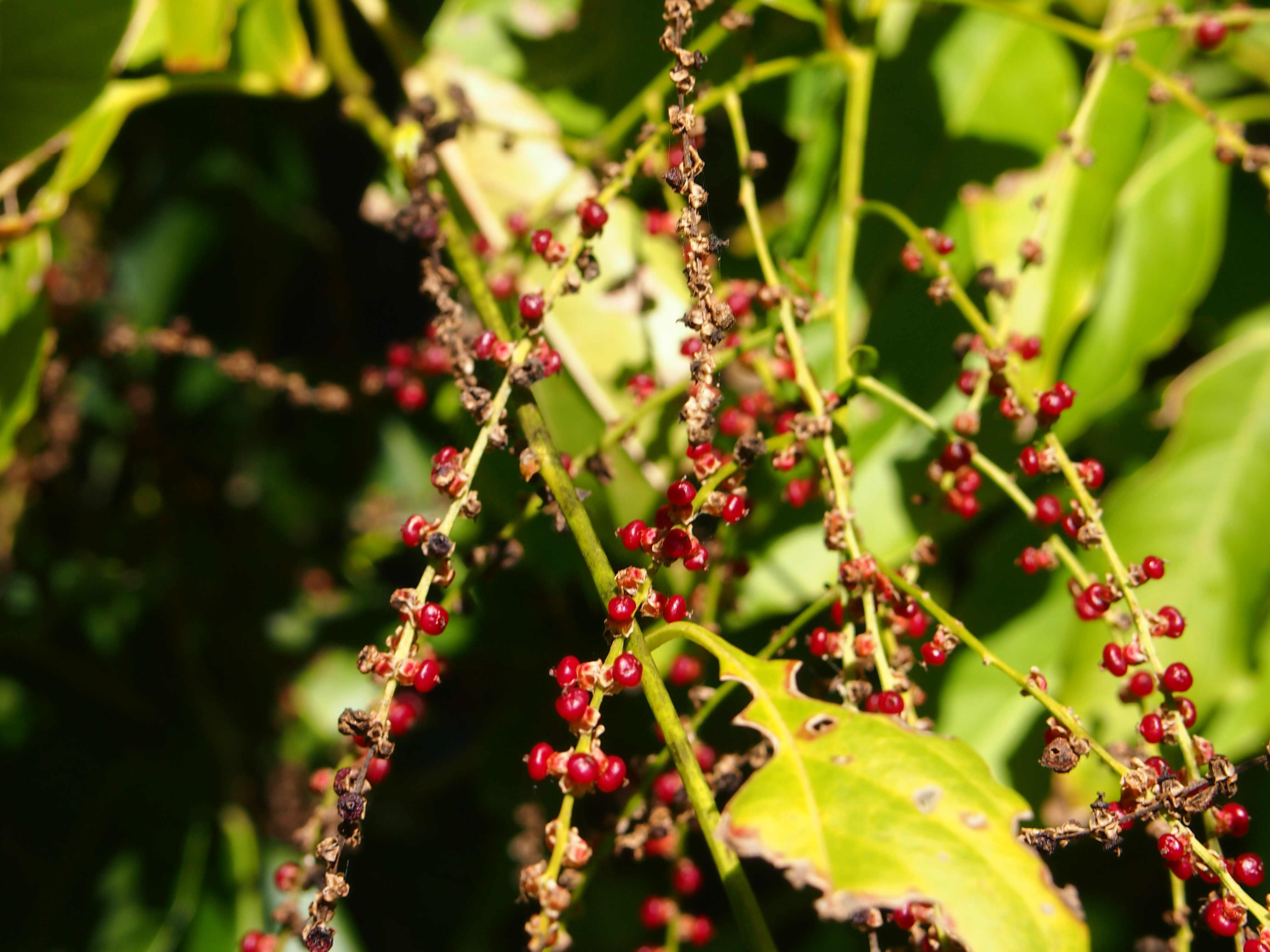
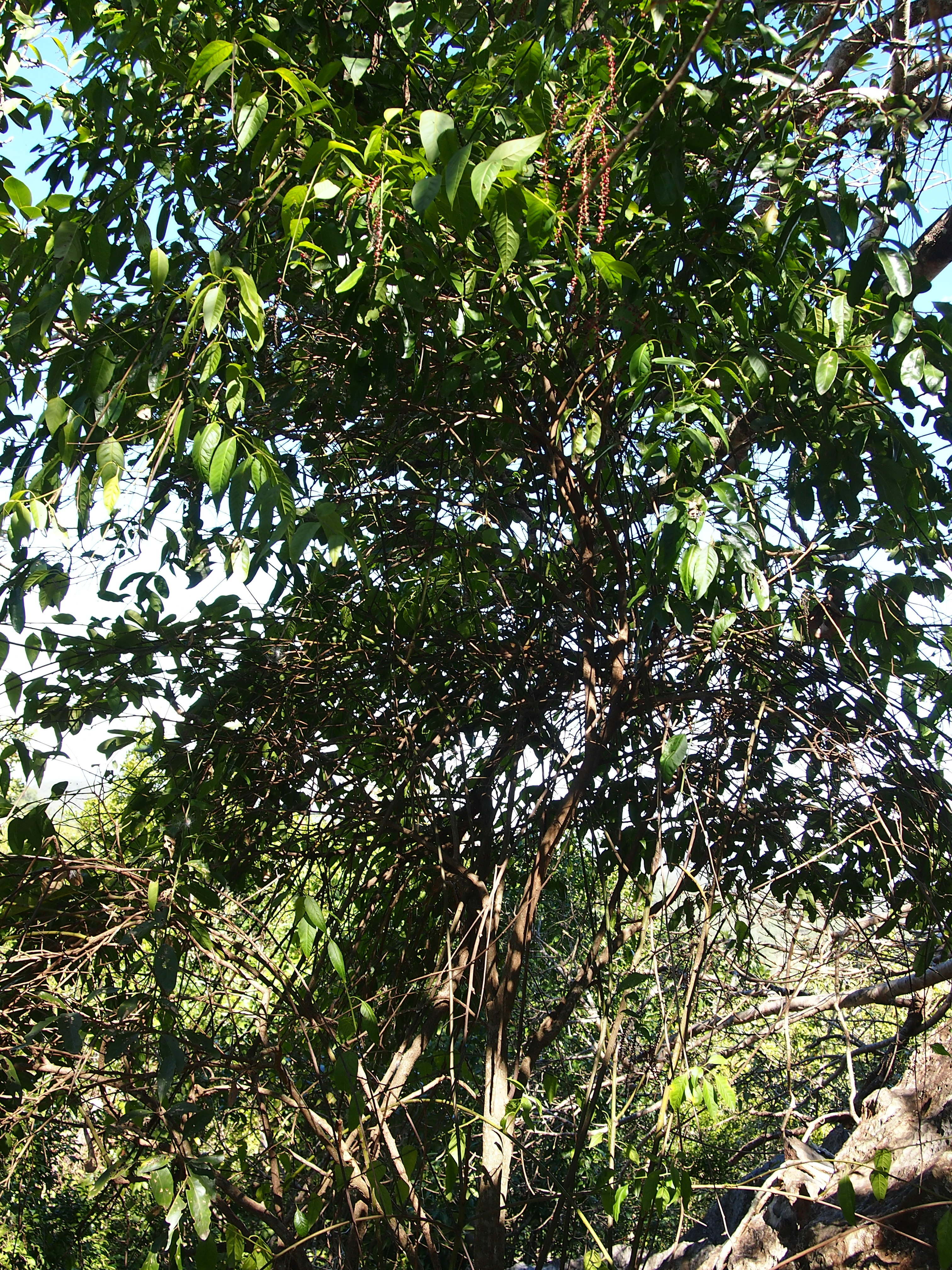